# Hermance
Hermance är en ort och kommun i kantonen Genève, Schweiz. Kommunen har 1 236 invånare (2023).
Hermance ligger vid Genèvesjön. Kommunens gräns mot Frankrike utgörs av vattendraget Hermance.